# Kirill Chvalko
Kirill Chvalko (ryska: Хвалько Кирилл Михайлович), född 27 oktober 1976, är en rysk bandymålvakt med vitryskt påbrå. Hans bror Jevgenij har till och med representerat Vitryssland.